# Anatomía de la melancolía (novela)

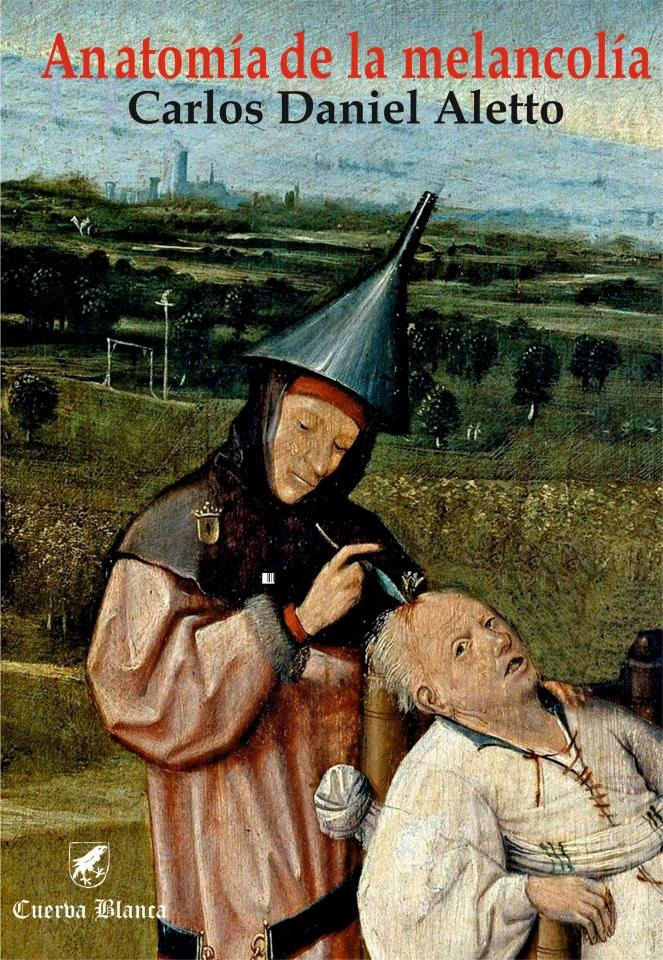
Primera edición de Anatomía de la melancolía

Anatomía de la melancolía de Carlos Daniel Aletto es una novela que hace una reconstrucción histórica del lenguaje y la atmósfera del Renacimiento y que recrea la vida y obra de Andrés Vesalio, un renombrado médico belga que trabajó para el rey español Carlos V y para su hijo Felipe II y se atrevió a cuestionar las ideas imperantes de Galeno.  

## Argumento
En esta historia Vesalio busca el origen y la ubicación exacta de la melancolía, en medio de recuerdos de su padre, visiones que retoman la tradición del descenso al Hades y un examen obsesivo de las pinturas de la época, especialmente las de Brueghel y El Bosco. Esta tarea resulta difícil ya que la melancolía es un tema esquivo y contagioso, como confiesa Robert Burton en el prólogo de su libro "Anatomía de la melancolía" (1621), obra capital que tuvo siete reediciones en el siglo XVII y una gran influencia. Uno de los aspectos importantes de esta novela argentina, además de los premios recibidos, es que edita intercalados entre los capítulos el texto medieval Visión de don Túngano, un viaje al Más Allá, capital para la obra del Dante y El jardín de las delicias del Bosco y que se publicó por última vez en español en el siglo XVI. 

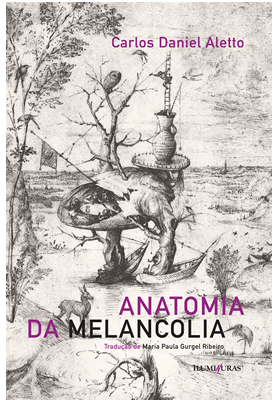
Edición brasileña de "Anatomia da melancolia"

En el artículo "Esa dulce tristeza" escrito por Gabriel Bellomo y publicado en Perfil, Cultura, el domingo 20 de diciembre de 2015, se hace referencia al libro Anatomía de la melancolía, escrito por Carlos Aletto. Según el autor, en este libro se relata la historia del virtuoso caballero Don Túngano y su Visión de Túngano, la cual inspiró los famosos paneles del pintor Jheronimus Bosch, El infierno musical y el tríptico de El Jardín de las Delicias. Además, Aletto atribuye a una carta del anatomista Andrés Vesalio, mencionada en el libro, la condición de antecedente del prestigioso y universal The Anatomy of Melancholy, de Robert Burton. Según Vesalio, quien relata en primera persona confesional, disecó a un hombre vivo "como si fuera una sangrienta granada" siguiendo el dictado de sus íntimas convicciones, luego de haber pernoctado en cementerios, saqueado panteones y disputarles cadáveres a perros y buitres.

## Recepción
La novela obtuvo premios y elogios de importantes escritores y críticos. El escritor Guillermo Martínez la eligió como novela del año en su lista del Diario La Nación. Los elogios de los escritores fueron:

"Acabo de terminar la lectura de Anatomía de la melancolía, realmente asombrado… Desde este punto de vista su texto es un ejercicio de lectura del que resultan las múltiples imaginerías medievales y posmedievales, encantadoramente supersticiosas… Debo decirle que pasé muy buenos momentos leyendo: se lo debo agradecer..."
Noé Jitrik

¡Qué libro extraordinario! Anatomía de la melancolía bien podría haber sido firmado por Demócrito Junior sin desdoro. Un libro extraño y hermoso, tan inesperado y tan poético...
Ana María Shua

"Anatomía de la melancolía fue para mí toda una revelación, me gustó muchísimo, y también el final. Muy escalofriante la parte en que abre el cuerpo del borracho, una escena imborrable. Muy original en todo sentido, sobre todo la creación de ese lenguaje a la vez extraño y convincente."
Rafael Bielsa

"Es muy buena la novela de Carlos Aletto, la leí en la pausa ideal de la espera -un poco melancólica también- entre una mudanza y un viaje en avión, pero estaba tan entusiasmado con la prosa del libro que casi pierdo el vuelo".
Ricardo Piglia